# Atoniomyia fulvipes
Atoniomyia fulvipes là một loài ruồi trong họ Asilidae. Atoniomyia fulvipes được Carrera miêu tả năm 1946. Loài này phân bố ở vùng Tân nhiệt đới.